# Liste der Biografien/Wille
Liste der Biografien |
Portal Biografien |
Personensuche
# |
A |
B |
C |
D |
E |
F |
G |
H |
I |
J |
K |
L |
M |
N |
O |
P |
Q |
R |
S |
T |
U |
V |
W |
X |
Y |
Z |
?
 
Wa |
Wc |
Wd |
We |
Wh |
Wi |
Wj |
Wl |
Wn |
Wo |
Wr |
Ws |
Wt |
Wu |
Ww |
Wy |
Wz
 
Wia |
Wib |
Wic |
Wid |
Wie |
Wif |
Wig |
Wih |
Wii |
Wij |
Wik |
Wil |
Wim |
Win |
Wio |
Wip |
Wir |
Wis |
Wit |
Wiv |
Wiw |
Wix |
Wiz
 
Wila |
Wilb |
Wilc |
Wild |
Wile |
Wilf |
Wilg |
Wilh |
Wili |
Wilj |
Wilk |
Will |
Wilm |
Wiln |
Wilo |
Wilp |
Wilr |
Wils |
Wilt |
Wilu |
Wilw |
Wily |
Wilz
 
Willa |
Willb |
Willc |
Willd |
Wille |
Willf |
Willg |
Willh |
Willi |
Willj |
Willk |
Willm |
Willn |
Willo |
Willr |
Wills |
Willu |
Willv |
Willw |
Willy
Die Liste der Biografien führt alle Personen auf, die in der deutschsprachigen Wikipedia einen Artikel haben. Dieses ist eine Teilliste mit 285 Einträgen von Personen, deren Namen mit den Buchstaben „Wille“ beginnt.

## Wille
- Wille, Alexander (* 1973), deutscher Politiker (CDU)
- Wille, Alois (1885–1957), liechtensteinischer Politiker (VU)
- Wille, Annette (* 1968), deutsche Juristin, Richterin am Bundesgerichtshof
- Wille, August von (1828–1887), deutscher spätromantischer Landschafts- und Genremaler
- Wille, Bernhard, deutscher Radsportler
- Wille, Bodo (1852–1932), deutscher Landschaftsmaler der Düsseldorfer Schule
- Wille, Bruno (1860–1928), deutscher Prediger, Philosoph, Journalist und SchriftstellerBruno Wille (1860–1928)

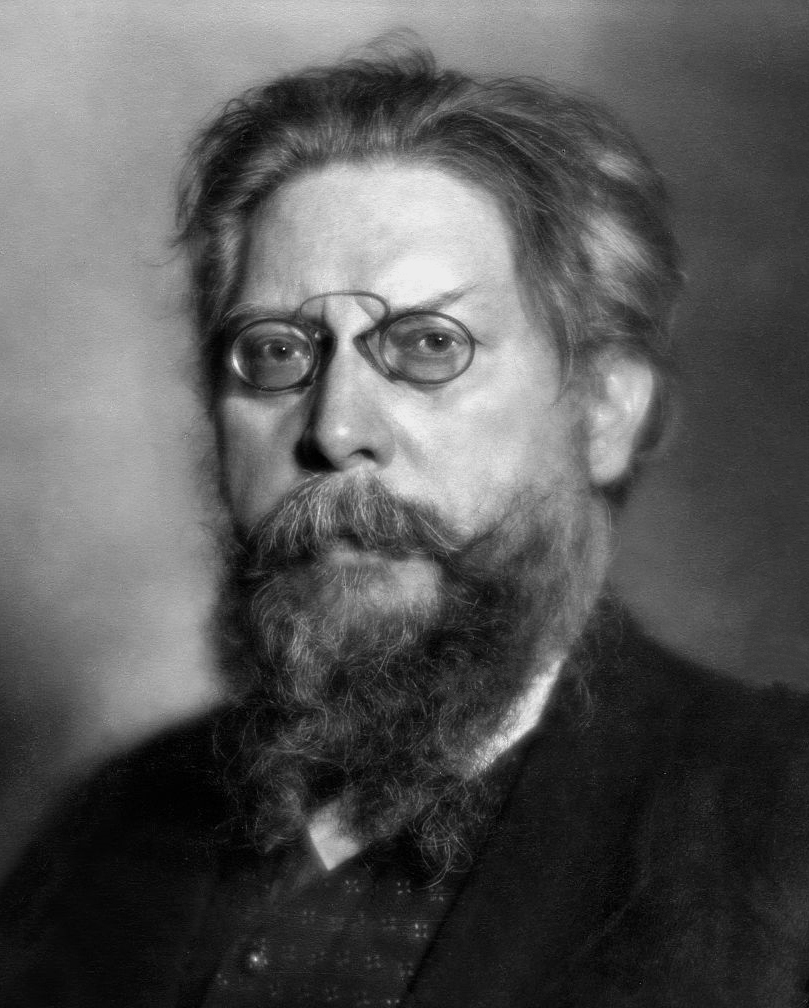
Bruno Wille (1860–1928)

- Wille, Clara von (1838–1883), deutsche Tiermalerin
- Wille, Eberhard (* 1942), deutscher Volkswirt
- Wille, Eliza (1809–1893), deutsche Schriftstellerin
- Wille, Ellen (* 1954), norwegische Sportdirektorin und Hochschullehrerin
- Wille, Emil (1847–1937), deutscher Gymnasiallehrer und Historiker
- Wille, Erik (* 1993), deutscher Fußballspieler
- Wille, Ernst (1860–1913), deutscher Architekt
- Wille, Ernst (1894–1944), deutscher Politiker (SPD) und Widerstandskämpfer
- Wille, Ernst (1916–2005), deutscher Maler
- Wille, Fia (1868–1920), deutsche Kunstgewerblerin und Innenarchitektin
- Wille, François (1811–1896), Schweizer Journalist, Schriftsteller und Politiker
- Wille, Friedrich (1925–2015), deutscher Autor niederdeutscher Sprache
- Wille, Friedrich (1935–1992), deutscher Mathematiker und Hochschullehrer
- Wille, Fritz (1912–2005), Schweizer Jurist, Offizier (Korpskommandant) und Übersetzer
- Wille, Fritz von (1860–1941), deutscher KunstmalerFritz von Wille (1860–1941)

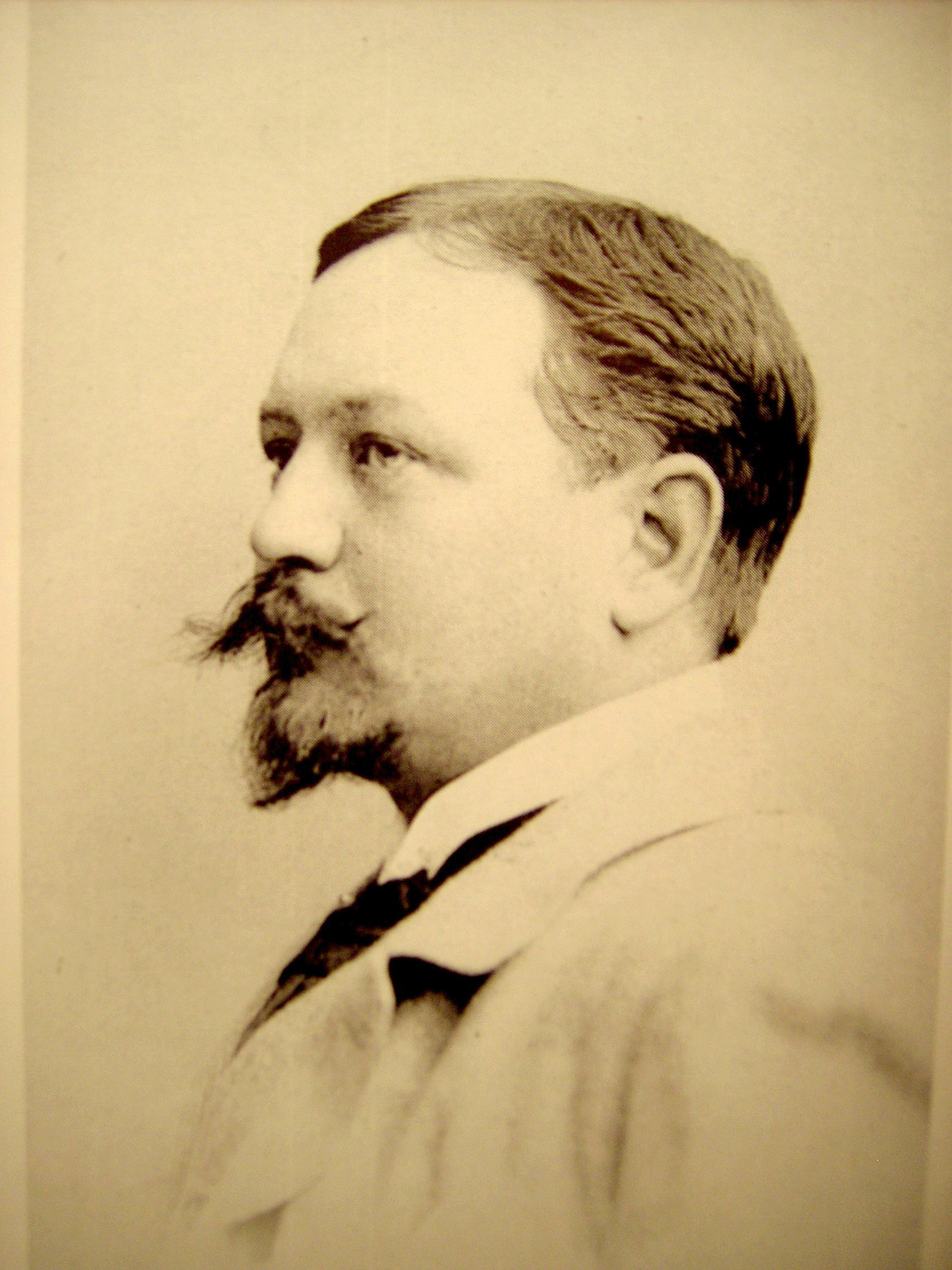
Fritz von Wille (1860–1941)

- Wille, Georg (1869–1958), deutscher Cellist und Pädagoge
- Wille, Günther (1925–1996), deutscher Klassischer Philologe und Musikhistoriker
- Wille, Hans-Jürgen (1930–2004), deutscher Musikpädagoge, Chorleiter
- Wille, Hans-Robert, deutscher Schauspieler, Theaterregisseur, Hörspiel- und Synchronsprecher und Dialogregisseur
- Wille, Hansjürgen (1901–1973), deutscher Journalist, Schriftsteller und Übersetzer
- Wille, Heinrich (1938–2018), österreichischer Politiker (ÖVP), Landtagsabgeordneter, Stadtrat in Wien
- Wille, Helga (1913–1992), deutsche Vokal- und Schlagersängerin
- Wille, Henri (1926–2012), belgischer Ornithologe
- Wille, Herbert (* 1944), liechtensteinischer Politiker und Regierungsrat
- Wille, Hermann Heinz (1923–2002), deutscher Schriftsteller
- Wille, Jakob (1853–1929), deutscher Bibliothekar und Historiker
- Wille, Jens Clausen (1750–1820), dänischer Kaufmann, Inspektor in Grönland und Übersetzer
- Wille, Joachim (* 1956), deutscher Journalist
- Wille, Johann Georg (1715–1808), deutscher Kupferstecher in Paris
- Wille, Jonas (* 1976), norwegischer Handballtrainer
- Wille, Joop (1920–2009), niederländischer Fußballtorhüter
- Wille, Josef (1855–1935), österreichischer Politiker (CSP), Abgeordneter zum Nationalrat
- Wille, Josef (1926–2014), österreichischer Politiker (SPÖ), Abgeordneter zum Nationalrat
- Wille, Karola (* 1959), deutsche Juristin, Intendantin des MDRKarola Wille (* 1959)

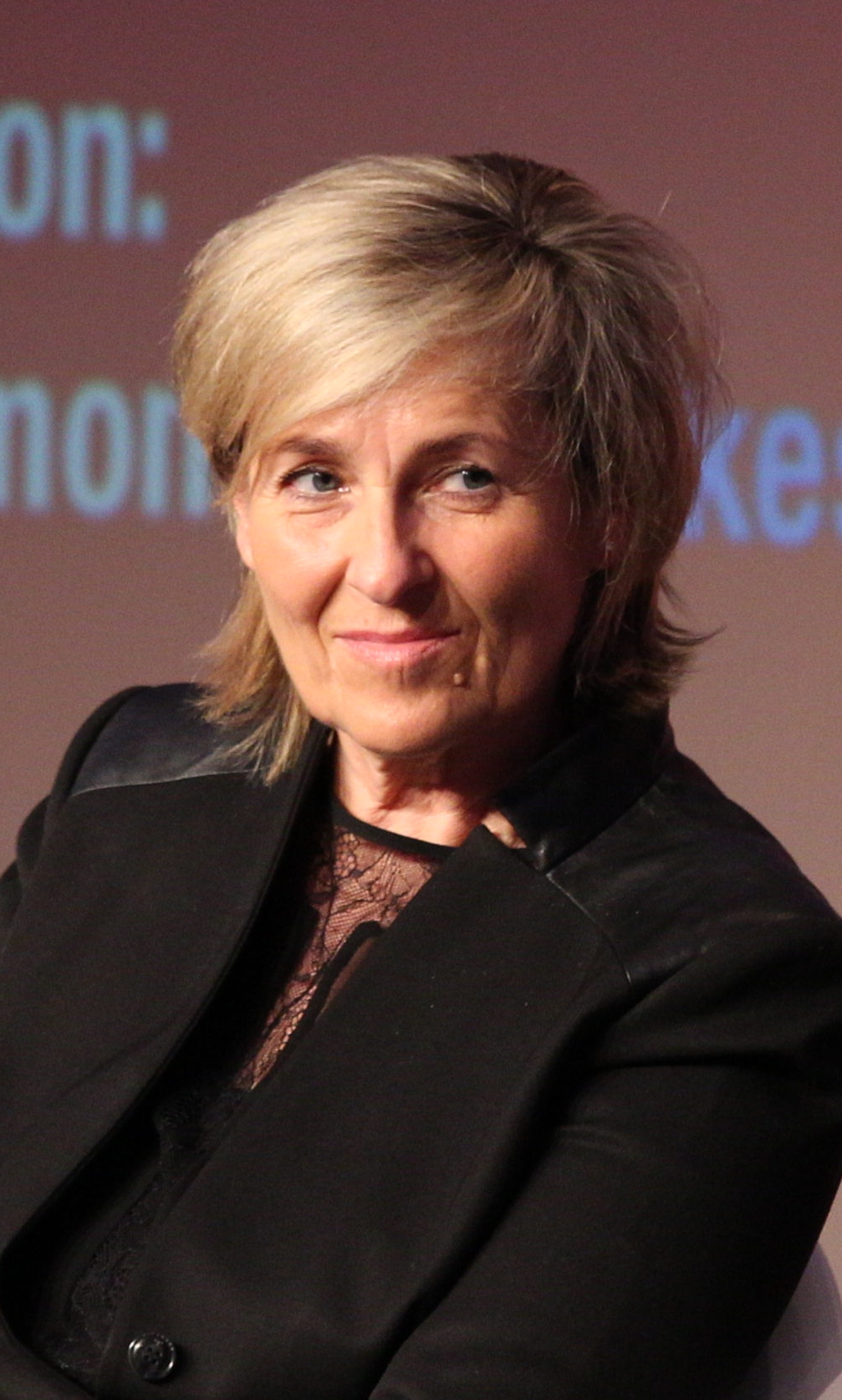
Karola Wille (* 1959)

- Wille, Katrin (* 1971), deutsche Philosophin
- Wille, Kurt (1894–1945), deutscher Verwaltungsjurist zur Zeit des Nationalsozialismus
- Wille, Lothar (1908–1992), deutscher Politiker (CDU, FVP), MdA
- Wille, Louis (1898–1982), deutscher Volkskundler
- Wille, Ludwig (1834–1912), deutscher Psychiater, Klinikdirektor und Hochschullehrer
- Wille, Lutz (* 1939), deutscher Kinderarzt, Hochschullehrer und Heimatforscher
- Wille, Manfred (1934–2014), deutscher Historiker
- Wille, Marie (1831–1904), deutsche Stifterin
- Wille, Mario (* 1965), deutscher Handballspieler und -trainer
- Wille, Martin (* 1941), deutscher Ministerialbeamter
- Wille, Martin (* 1986), liechtensteinischer Fussballspieler
- Wille, Oliver (* 1975), deutscher Musiker und Hochschullehrer
- Wille, Otto von (1901–1977), deutscher Landschafts- und Porträtmaler der Düsseldorfer Schule
- Wille, Pierre-Alexandre (* 1748), französischer Maler
- Wille, Reinhard (1930–2014), deutscher Sexualwissenschaftler
- Wille, Roland (* 1961), liechtensteinischer Langstreckenläufer
- Wille, Rudolf (1911–1973), deutscher Ingenieur, Experte für Strömungstechnik und Hochschullehrer
- Wille, Rudolf (1937–2017), deutscher Mathematiker und Hochschullehrer
- Wille, Sebastian (* 1966), deutscher Urologe
- Wille, Sigrid (* 1969), deutsche Skilangläuferin
- Wille, Silvio (* 1966), liechtensteinischer Skirennläufer
- Wille, Susanne (* 1974), Schweizer Journalistin und Moderatorin
- Wille, Theodor (1818–1892), deutscher Großkaufmann, Reeder und Unternehmer
- Willé, Toni (* 1953), niederländische Popsängerin
- Wille, Udo (* 1939), deutscher Politiker (SPD), MdBB
- Wille, Ulrich (1848–1925), General der Schweizer Armee während des Ersten WeltkriegsUlrich Wille (1848–1925)

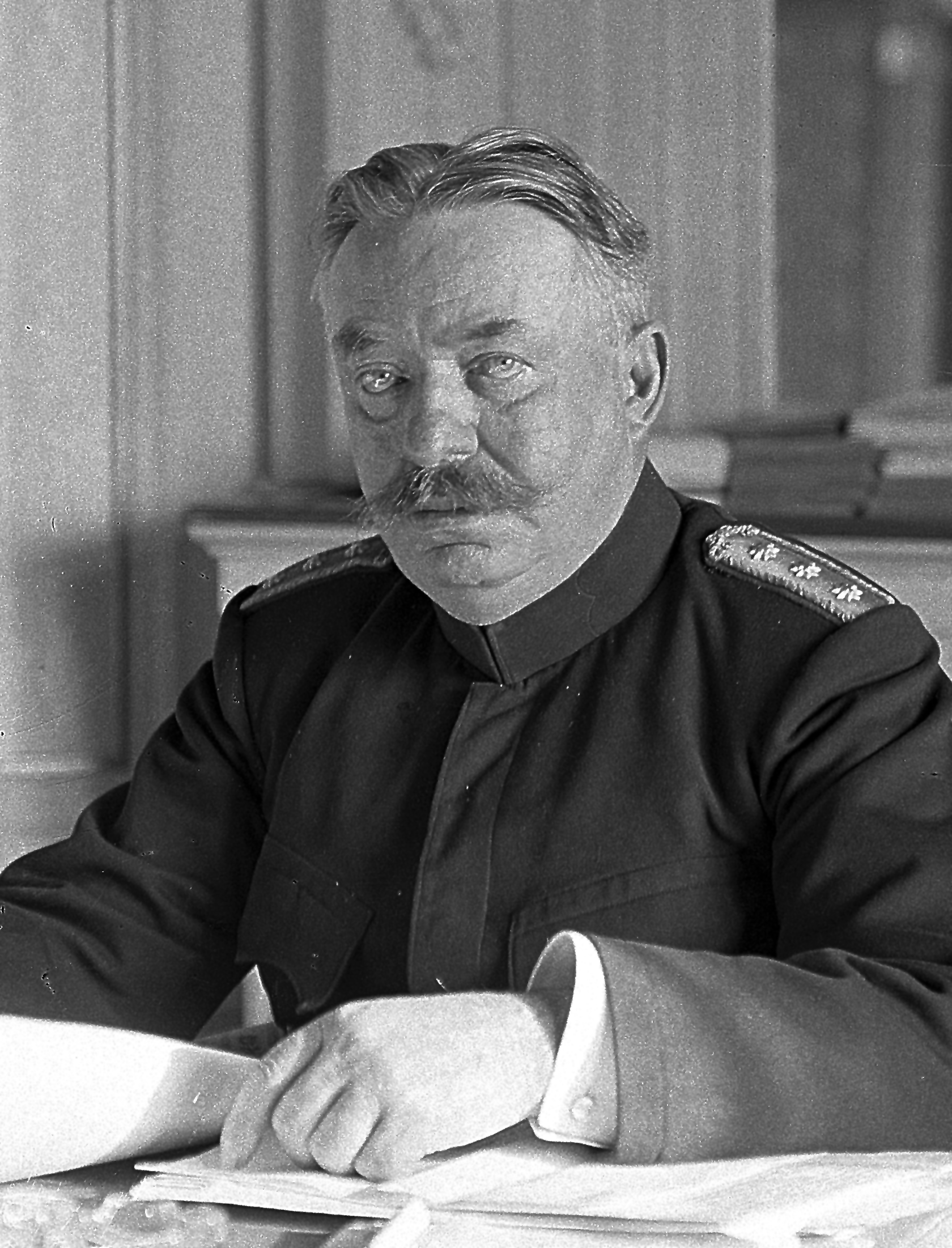
Ulrich Wille (1848–1925)

- Wille, Ulrich junior (1877–1959), Schweizer Offizier
- Wille, Volkhard (* 1967), deutscher Politiker (Bündnis 90/Die Grünen), MdL
- Wille, Wilhelm († 1929), deutscher Architekt und preußischer Baubeamter

### Willeb
- Willeboirts, Thomas (1614–1654), flämischer Historienmaler
- Willebold von Berkheim († 1230), christlicher Pilger und Heiliger
- Willeboordse, Elisabeth (* 1978), niederländische Judoka
- Willebrand, Albert (1608–1681), deutscher Rechtswissenschaftler und Hochschullehrer, Rektor der Universität Rostock
- Willebrand, Albert (1652–1700), deutscher Rechtswissenschaftler und Hochschullehrer
- Willebrand, Erik Adolf von (1870–1949), finnischer Hämatologe
- Willebrand, Hermann (1816–1899), deutscher Architekt und mecklenburgischer Baubeamter des Klassizismus und des Historismus
- Willebrand, Johann Peter (1719–1786), deutscher Jurist, Richter und Reiseschriftsteller
- Willebrand, Joseph (1829–1922), Mitglied des preußischen Abgeordnetenhauses (Zentrumspartei)
- Willebrand, Jürgen (* 1941), deutscher Ozeanograph
- Willebrand, Knut Felix von (1814–1893), finnischer Mediziner
- Willebrand, Nikolaus (1566–1613), deutscher Rechtswissenschaftler und Hochschullehrer, Rektor der Universität Rostock
- Willebrands, Johannes (1909–2006), niederländischer Geistlicher, Erzbischof von Utrecht und Kardinal
- Willebrandt, Johann Nicolaus (1730–1803), deutscher Jurist, Diplomat und Amtmann
- Willebrandts, Dick (1911–1970), niederländischer Jazzmusiker

### Willec
- Willecke, Anna (* 1993), deutsche Schauspielerin
- Willecke, Carl (1886–1946), deutscher Verwaltungsjurist und Ministerialbeamter
- Willecke, Joël (* 2003), Schweizer HandballnationalspielerJoël Willecke (* 2003)

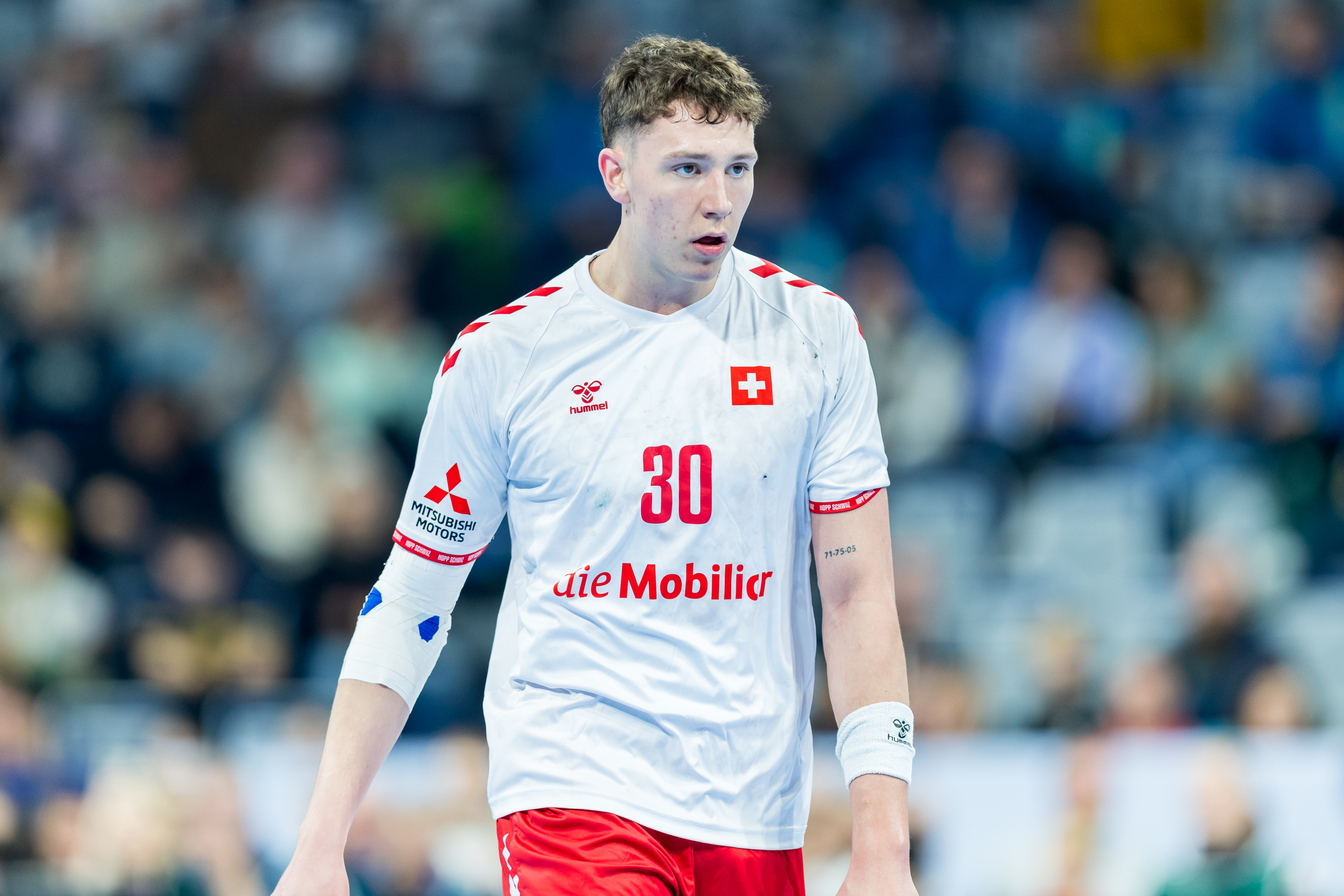
Joël Willecke (* 2003)

- Willecke, Kurt-Hans (1879–1922), deutscher Jurist und Dichter

### Willef
- Willeford, Charles (1919–1988), US-amerikanischer Krimi-Schriftsteller

### Willeg
- Willeg, Heinz (1918–1991), deutscher Filmproduzent, Produktions- und Herstellungsleiter
- Willeg, Renate, deutsche Filmeditorin
- Willegger, Günter (* 1953), österreichischer Politiker (BZÖ), Kärntner Landtagsabgeordneter

### Willeh
- Willehad († 789), Missionar in Friesland und Sachsen, erster Bischof von Bremen, Heiliger
- Willehari, alamannischer Herzog in der Ortenau

### Willei
- Willeicus († 727), römisch-katholischer Abt und Heiliger
- Willeit, Carlo (1942–2021), italienischer Politiker und ladinischer Exponent in Südtirol
- Willeit, Christian (* 1987), italienischer Eishockeyspieler
- Willeit, Ferdinand (1938–2018), italienischer Manager und Politiker (Südtirol), Mitglied der Camera dei deputati
- Willeitner, Florian (* 1991), deutscher Violinist, Komponist und Arrangeur
- Willeitner, Hubert (1932–2018), deutscher Forstwissenschaftler und Holzbiologe
- Willeitner, Joachim (* 1957), deutscher Archäologe, Sachbuchautor und Reiseleiter
- Willeitner, Michael (* 1990), deutscher Biathlet

### Willek
- Willeke, Bernward (1913–1997), deutscher Franziskaner
- Willeke, Christoph (* 1997), deutscher Politiker (SPD), MdL
- Willeke, Cilli (* 1929), deutsche Malerin
- Willeke, Claas (1966–2013), deutscher Saxophonist, Klarinettist und Komponist
- Willeke, Eduard (1899–1974), deutscher Sozial- und Wirtschaftswissenschaftler
- Willeke, Friedrich Wilhelm (1893–1965), deutscher Politiker (CDU), MdB
- Willeke, Hermann (1929–2017), deutscher Verwaltungsbeamter und Kommunalpolitiker
- Willeke, Karl (1875–1956), deutscher Lehrer und Autor
- Willeke, Klaus-Rainer (* 1957), deutscher Politiker (parteilos), Bürgermeister von Sundern
- Willeke, Rainer (1924–2018), deutscher Finanzwissenschaftler
- Willeke, Stefan (* 1964), deutscher Journalist
- Willeke, Willem (1878–1950), niederländisch-amerikanischer Cellist, Pianist und Musikpädagoge
- Willeken, Agneta, Geliebte des Lübecker Stadthauptmanns Marx Meyer
- Willekin von Bardewik, erster überlieferter Syndicus der Hansestadt Lübeck

### Willem
- Willem, Christophe (* 1983), französischer Sänger und Gewinner der französischen Sendung Nouvelle Star im Jahr 2006
- Willem-Alexander (* 1967), niederländischer Adeliger, König der NiederlandeWillem-Alexander (* 1967)

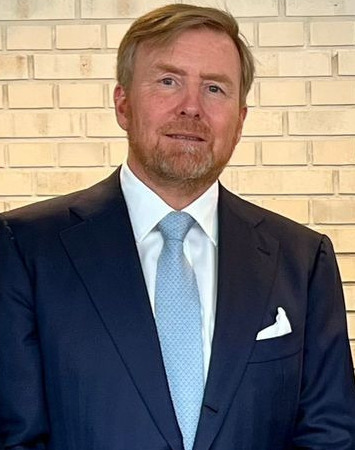
Willem-Alexander (* 1967)

- Willemark, Lena (* 1960), schwedische Folk- und Jazzmusikerin
- Willeme, Frans (* 1952), niederländischer und deutscher Kommunalpolitiker (CDA)
- Willemer, Arnold (* 1960), deutscher Informatiker und Autor
- Willemer, Johann Jakob (1760–1838), Frankfurter Bankier und Autor
- Willemer, Marianne von (1784–1860), Freundin von Johann Wolfgang von GoetheMarianne von Willemer (1784–1860)

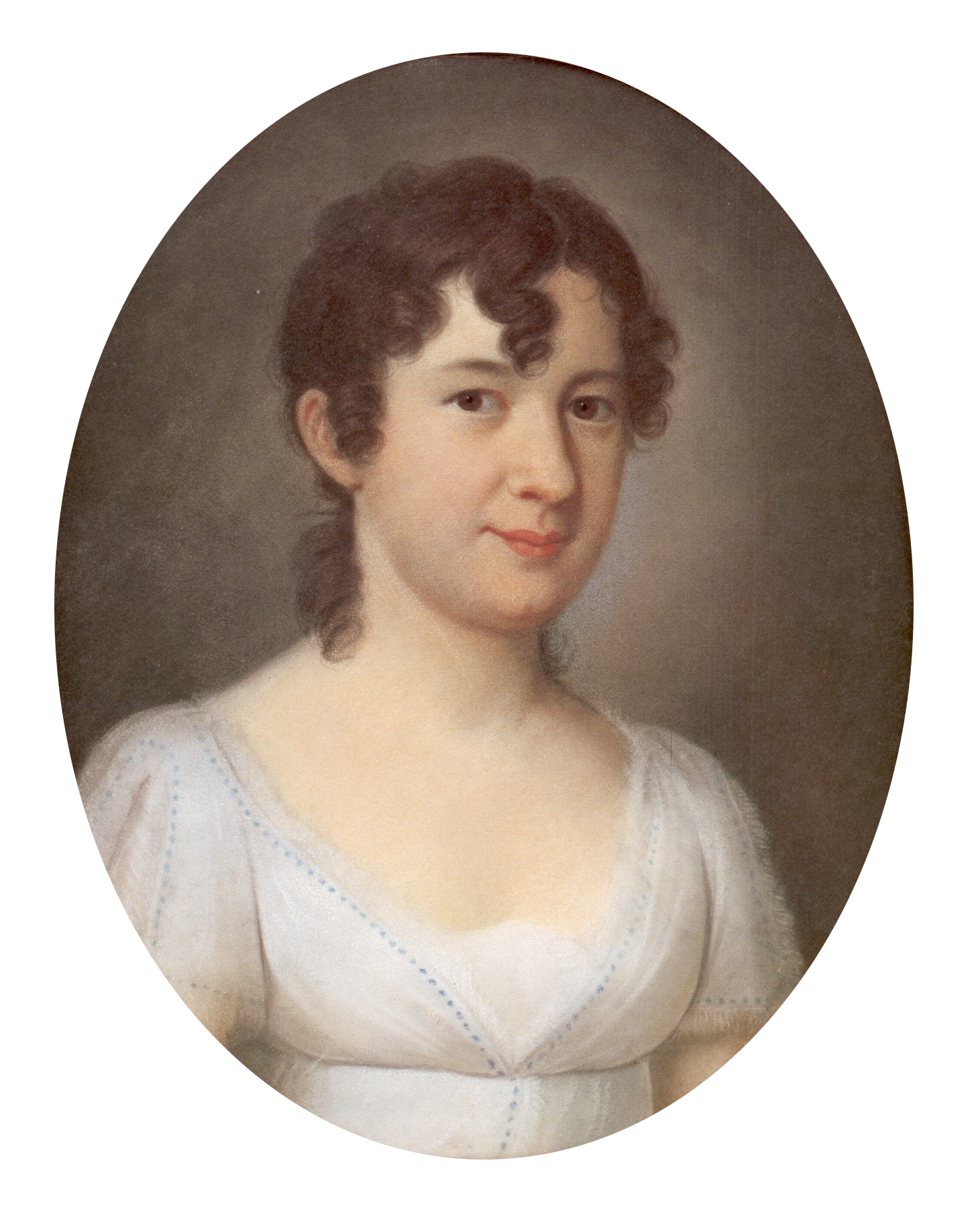
Marianne von Willemer (1784–1860)

- Willemer, Wilhelm (1905–1967), deutscher Offizier
- Willemet, Rémi (1735–1807), französischer Botaniker
- Willemetz, Jacques (1921–2008), französischer Filmproduzent und Synchronregisseur
- Willemin, Louis (1863–1941), Schweizer Jurist und Politiker
- Willemoes, Peter (1783–1808), dänischer Admiral
- Willemoes-Suhm, Friedrich von (1853–1920), deutscher Porträtmaler
- Willemoes-Suhm, Peter Friedrich von (1816–1891), dänischer und preußischer Beamter
- Willemoes-Suhm, Rudolf von (1847–1875), deutscher Zoologe
- Willems, Bernhard (1880–1972), deutsch-belgischer Historiker und Lehrer
- Willems, Constantin (* 1984), deutscher Rechtswissenschaftler
- Willems, Daniel (1956–2016), belgischer Radrennfahrer
- Willems, Diane (* 1985), deutsch-belgische Schauspielerin
- Willems, Dirk († 1569), Täufer und MärtyrerDirk Willems († 1569)

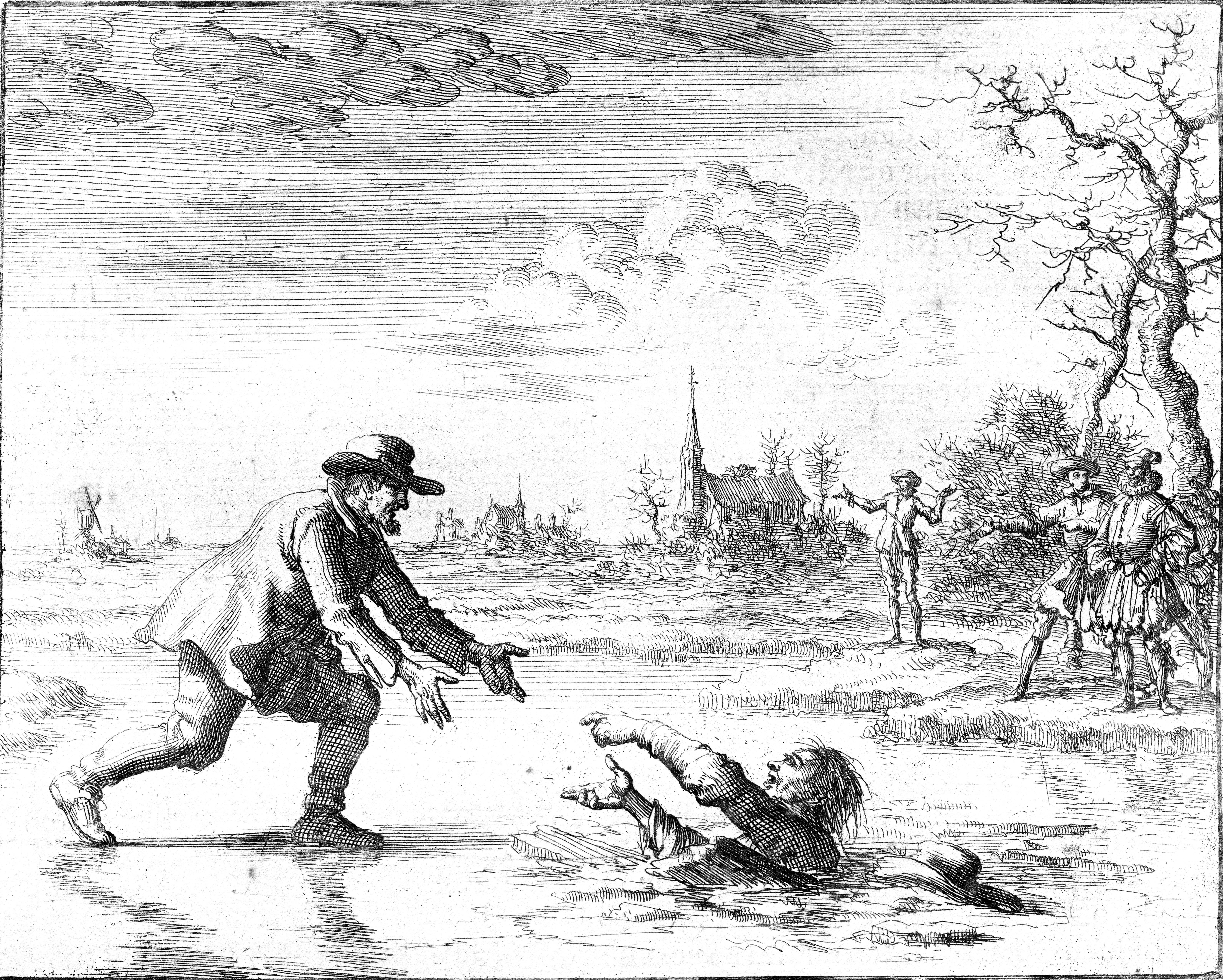
Dirk Willems († 1569)

- Willems, Emilio (1905–1997), deutschamerikanischer Soziologe und Ethnologe
- Willems, Florent (1823–1905), belgischer Maler
- Willems, Frederik (* 1979), belgischer Radrennfahrer und Sportlicher Leiter
- Willems, Gabriella (* 1997), belgische Judoka
- Willems, Georges (* 1888), belgischer Ruderer
- Willems, Gerard (* 1946), niederländisch-australischer Pianist
- Willems, Gottfried (1947–2020), deutscher Literaturwissenschaftler
- Willems, Grietgen († 1595), niederländisches Oper der Hexenverfolgung
- Willems, Hans, belgischer Automobilrennfahrer
- Willems, Henri (* 1899), belgischer Bobfahrer
- Willems, Herbert (* 1956), deutscher Soziologe und Pädagoge
- Willems, Jan Camiel (1939–2013), belgischer Mathematiker
- Willems, Jan Frans (1793–1846), belgischer Schriftsteller, Germanist, Romanist und Vater der Flämischen Bewegung
- Willems, Jeroen (1962–2012), niederländischer Schauspieler und SängerJeroen Willems (1962–2012)

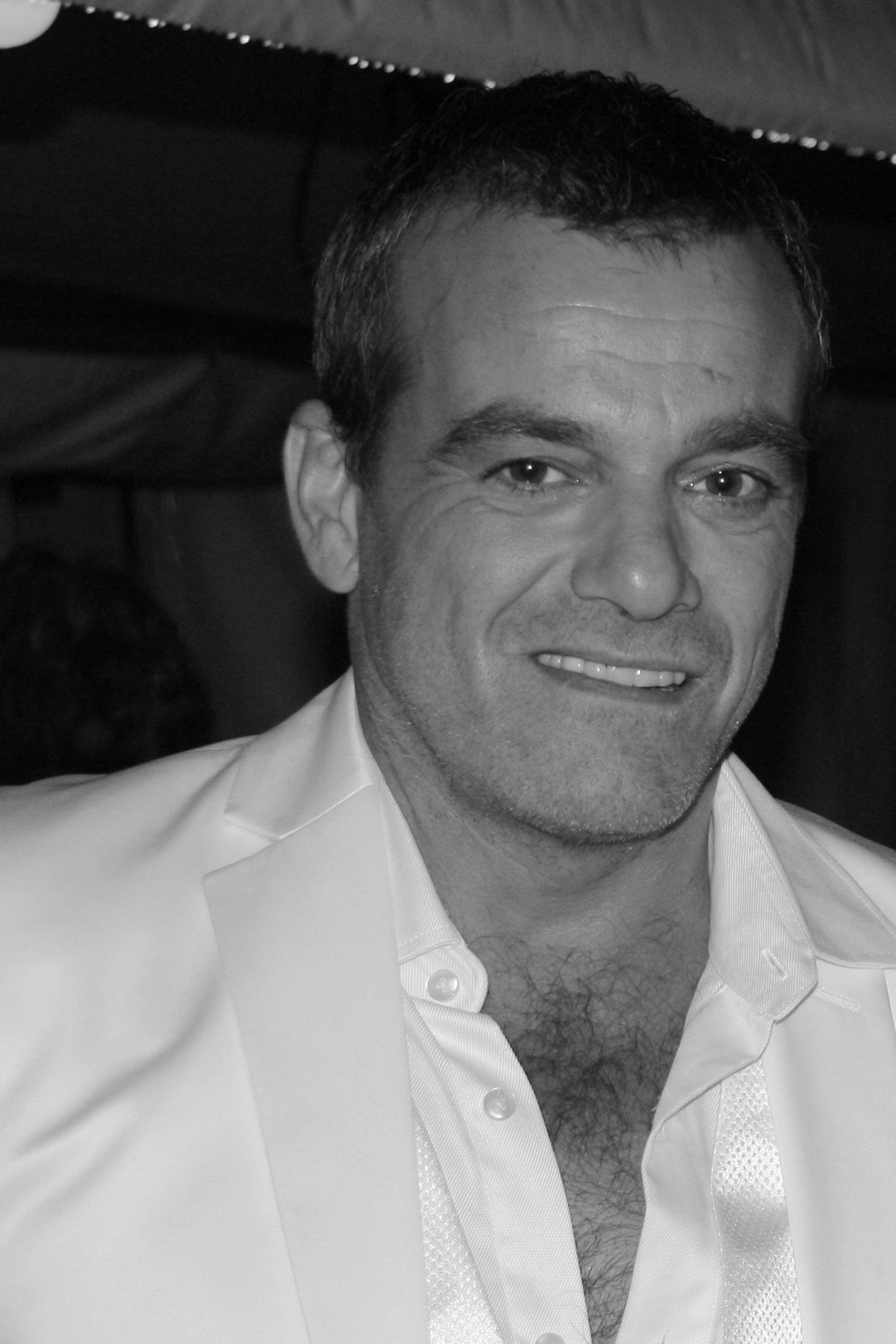
Jeroen Willems (1962–2012)

- Willems, Jetro (* 1994), niederländischer Fußballspieler
- Willems, Jo (* 1970), belgischer Kameramann
- Willems, John (1901–1976), US-amerikanischer Offizier, Generalmajor der US-Army
- Willems, Ko (1900–1983), niederländischer Radrennfahrer
- Willems, Liesel (* 1950), deutsche Lyrikerin und Kinderbuchautorin
- Willems, Matthias (* 1963), deutscher Wirtschaftsinformatiker
- Willems, Paul (1912–1997), belgischer Schriftsteller französischer Sprache
- Willems, Rüdiger, deutscher Wissenschaftsmanager
- Willems, Silke (* 1970), deutsche Juristin, designierte Vizepräsidentin des Bundesamtes für Verfassungsschutz
- Willems, Susanne (* 1959), deutsche Historikerin und Autorin
- Willems, Theo (1891–1960), niederländischer Bogenschütze
- Willems, Thom (* 1955), niederländischer Komponist
- Willems, Victor (1877–1918), belgischer Fechter
- Willems, Willem J. H. (1950–2014), niederländischer Archäologe und Bodendenkmalpfleger
- Willems, Winfried (* 1949), deutscher Politiker (CDU), Staatssekretär in Sachsen-Anhalt
- Willems-Pisarek, Magdalena (* 1972), deutsche Malerin
- Willemse, Bjorn (* 1983), niederländischer Eishockeyspieler
- Willemse, Damian (* 1998), südafrikanischer Rugby-Spieler
- Willemse, Laurien (* 1962), niederländische Hockeyspielerin
- Willemse, Stan (1924–2011), englischer Fußballspieler
- Willemsen, Armin (* 1985), deutsch-österreichischer Basketballspieler
- Willemsen, Carl Arnold (1902–1986), deutscher Historiker
- Willemsen, Elfje (* 1985), belgische Bobfahrerin
- Willemsen, Ernst (1913–1971), deutscher Restaurator und Kunsthistoriker
- Willemsen, Franz (1910–1999), deutscher Klassischer Archäologe
- Willemsen, Gaby (* 1981), niederländische Biathletin
- Willemsen, Heinz Josef (* 1953), deutscher Jurist und Schriftsteller
- Willemsen, Hugo (1844–1918), deutscher Pianist, Dirigent und Komponist
- Willemsen, Roger (1955–2016), deutscher Autor, Publizist, Essayist, Fernsehmoderator und FilmproduzentRoger Willemsen (1955–2016)

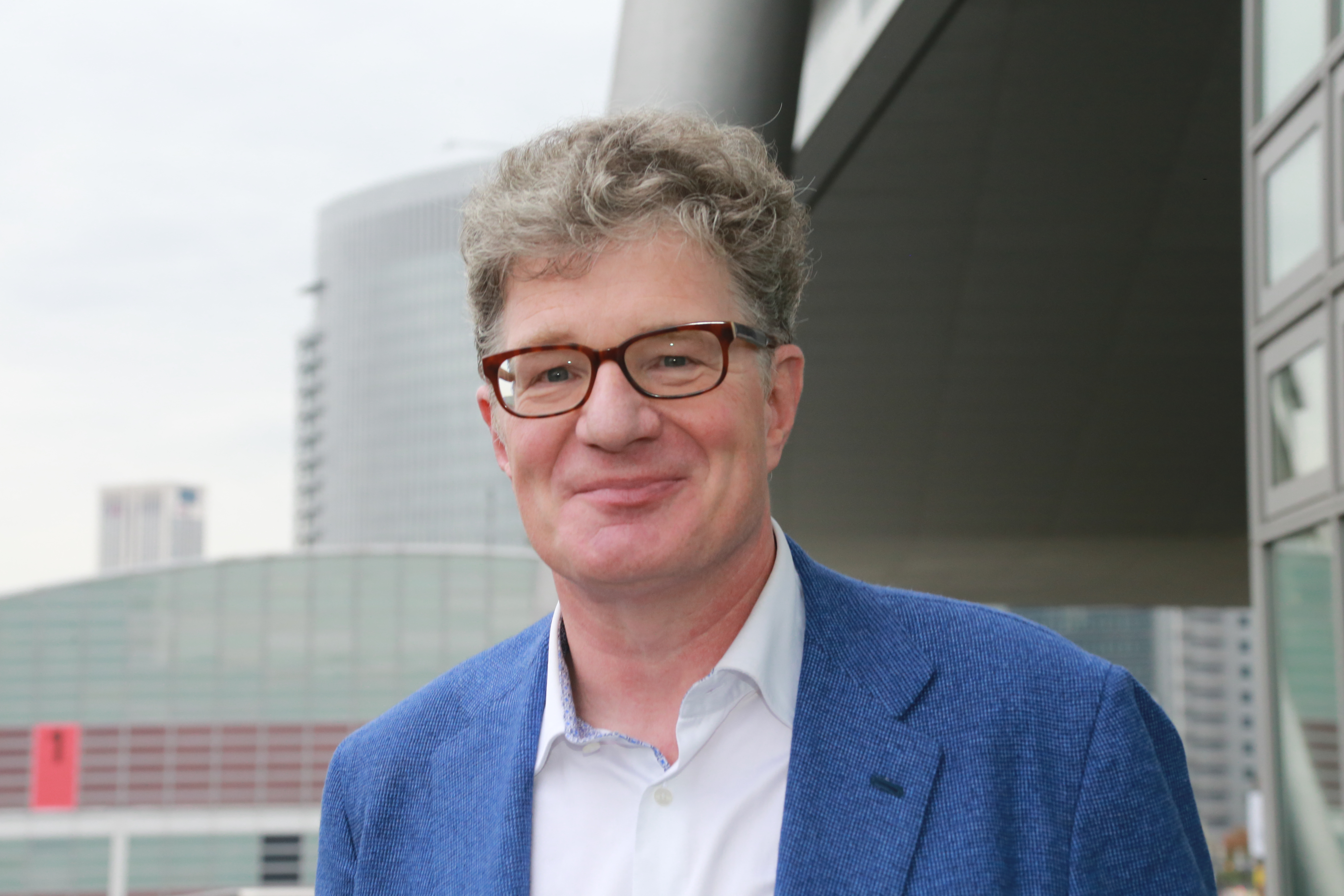
Roger Willemsen (1955–2016)

- Willemsen, Tabea (* 2001), deutsche Schauspielerin
- Willemsen, Willem Jan (1866–1914), niederländischer Maler
- Willemsens, David (* 1975), belgischer Cyclocrossfahrer
- Willemsma, Ids (* 1949), niederländischer Bildhauer

### Willen
- Willen, Drenka (* 1928), jugoslawisch-US-amerikanische Verlagslektorin und Übersetzerin
- Willén, Liselott (* 1972), schwedische Krimi-Schriftstellerin
- Willén, Niklas (* 1961), schwedischer Dirigent
- Willen, Paul (1928–2022), US-amerikanischer Architekt
- Willen, Peter (* 1941), Schweizer Maler und Objektkünstler
- Willenbacher, Ulrike (* 1955), deutsche Schauspielerin
- Willenberg, Alex (1897–1974), deutscher Gewerkschafter, Journalist und Politiker (Zentrum), MdB
- Willenberg, Christian Josef (1676–1731), Militäringenieur
- Willenberg, Ekkehard (* 1943), deutscher Chirurg und Neurochirurg
- Willenberg, Heiner (* 1942), deutscher Germanist
- Willenberg, Johann (1888–1968), deutscher Politiker (DZP), MdL
- Willenberg, Samuel (1923–2016), polnisch-israelischer Bildhauer und Holocaustüberlebender
- Willenborg, Blaine (* 1960), US-amerikanischer Tennisspieler
- Willenborg, Frank (* 1979), deutscher FußballschiedsrichterFrank Willenborg (* 1979)

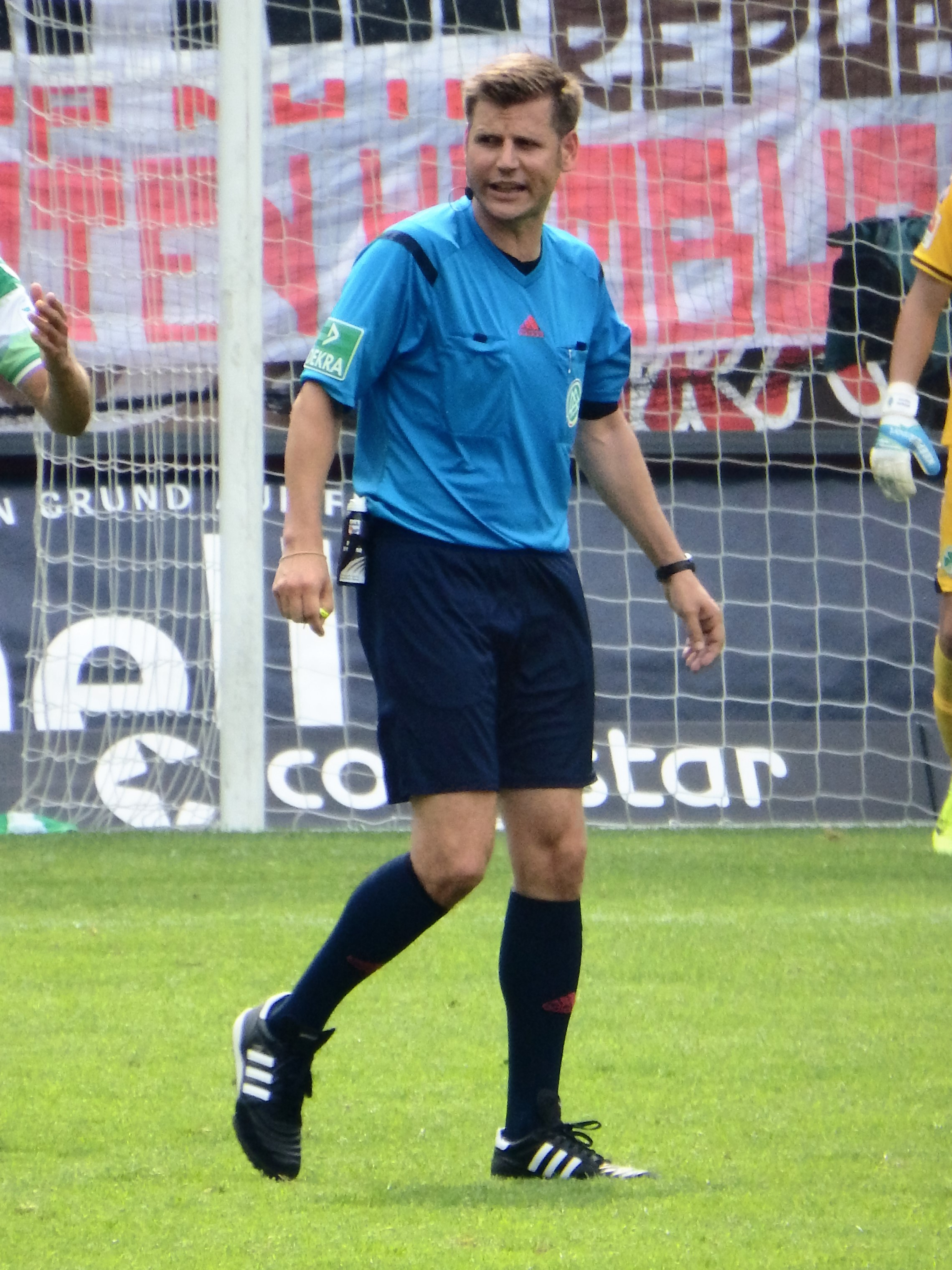
Frank Willenborg (* 1979)

- Willenbrink, Johannes (1930–2008), deutscher Biologe
- Willenbrock, Johann (1531–1606), deutscher Mediziner
- Willenbücher, Bruno († 1956), Senatspräsident beim Oberverwaltungsgericht Berlin, kurzzeitiger Bezirksbürgermeister von Berlin-Wilmersdorf
- Willenbücher, Udo (* 1944), deutscher Stadtdirektor und 1. hauptamtlicher Bürgermeister der Stadt Peine
- Willenpart, Hans (1927–1980), österreichischer Bergsteiger
- Willenpart, Joe (1953–2015), österreichischer Unternehmer
- Willens, Michael Alexander (* 1952), US-amerikanischer Dirigent, Kontrabassist und künstlerischer Leiter
- Willenz, Max (1888–1954), österreichischer Schauspieler

### Willeq
- Willequet, André (1921–1998), belgischer Bildhauer

### Willer
- Willer, Claudio (1940–2023), brasilianischer Schriftsteller, Lyriker und Übersetzer
- Willer, Emil (* 1932), deutscher Boxer
- Willer, Gundolf (* 1937), deutscher Schauspieler
- Willer, Heinrich (* 1882), deutscher Schuhmachermeister und Mitglied des Landtags Lippe
- Willer, Jörg (1936–2017), deutscher Physikdidaktiker und Hochschullehrer
- Willer, Luise (1888–1970), deutsche Opernsängerin (Alt) und Gesangspädagogin
- Willer, Peter, niederländischer Architekt und Konstrukteur in Polen
- Willer, Stefan (* 1970), deutscher Literaturwissenschaftler
- Willer, Stephan (* 1970), deutscher Brigadegeneral der BundeswehrStephan Willer (* 1970)

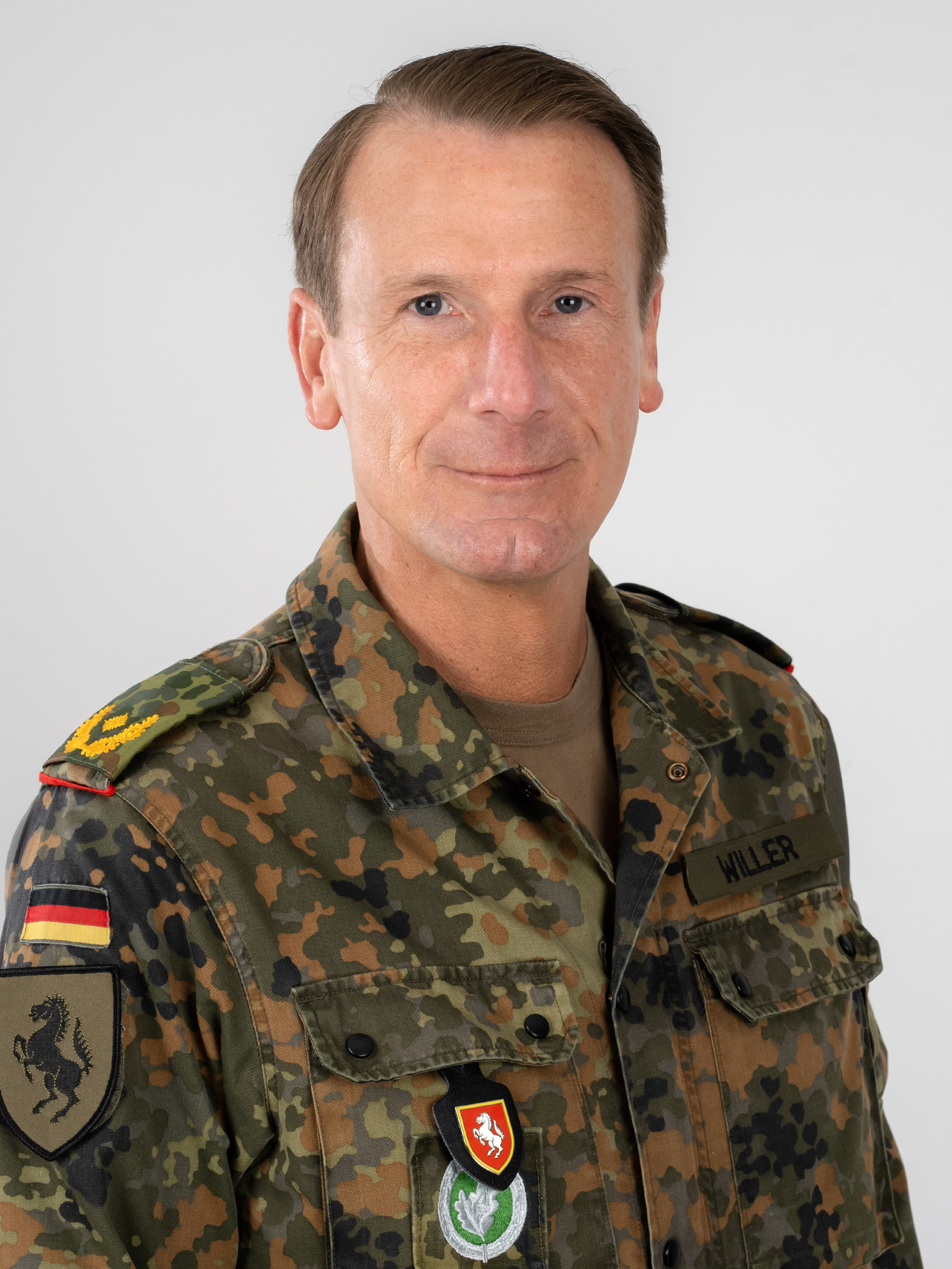
Stephan Willer (* 1970)

- Willer, Wilfried (* 1931), deutscher Ornithologe
- Willerding, August Wilhelm (1821–1897), preußischer Generalmajor
- Willerding, Hans-Joachim (* 1952), deutscher Politiker (SED, PDS), MdV
- Willerding, Heinrich Julius (1748–1834), deutscher evangelisch-lutherischer Geistlicher
- Willerding, Klaus (1923–1982), deutscher Diplomat und Politiker (SED)
- Willerding, Ulrich (1932–2021), deutscher Paläo-Ethnobotaniker und Hochschullehrer
- Willerdingen, Anna Sophia, Heilpraktikerin und Autorin
- Willerich von Bremen († 837), zweiter Bischof von Bremen
- Willermaulaz, Marie-Thérèse (1751–1816), Harfenistin
- Willermoz, Charles Fortuné (1804–1879), französischer Pomologe
- Willermoz, Pierre-Jacques (1735–1799), französischer Arzt, Chemiker und Enzyklopädist
- Willerotter, Matthias, deutscher Stuckateur und Bauhandwerker
- Willers, Andreas (* 1957), deutscher Jazzmusiker
- Willers, Bernhard (1881–1941), deutscher Jurist und Politiker (DNVP und NSDAP)
- Willers, Chantal (* 1990), deutsche Fußballspielerin
- Willers, Diedrich (1833–1908), US-amerikanischer Politiker (Demokratischen Partei)
- Willers, Dieter (* 1938), deutscher Admiralarzt der Marine
- Willers, Dietrich (* 1938), deutscher klassischer Archäologe
- Willers, Erich (1894–1952), deutscher Jurist und Politiker (NSDAP)
- Willers, Ernst (1802–1880), deutscher Landschaftsmaler
- Willers, Friedrich Adolf (1883–1959), deutscher Mathematiker
- Willers, Hans Georg (1928–2022), deutscher Manager und früherer Vorstandsvorsitzender
- Willers, Heinrich (1870–1915), deutscher Archäologe und Numismatiker
- Willers, Ilse (1912–2010), deutsche Grafikerin und Malerin
- Willers, Johannes (* 1945), deutscher Waffenhistoriker
- Willers, Madeline (* 1994), deutsche Sängerin, Songwriterin und UnternehmerinMadeline Willers (* 1994)

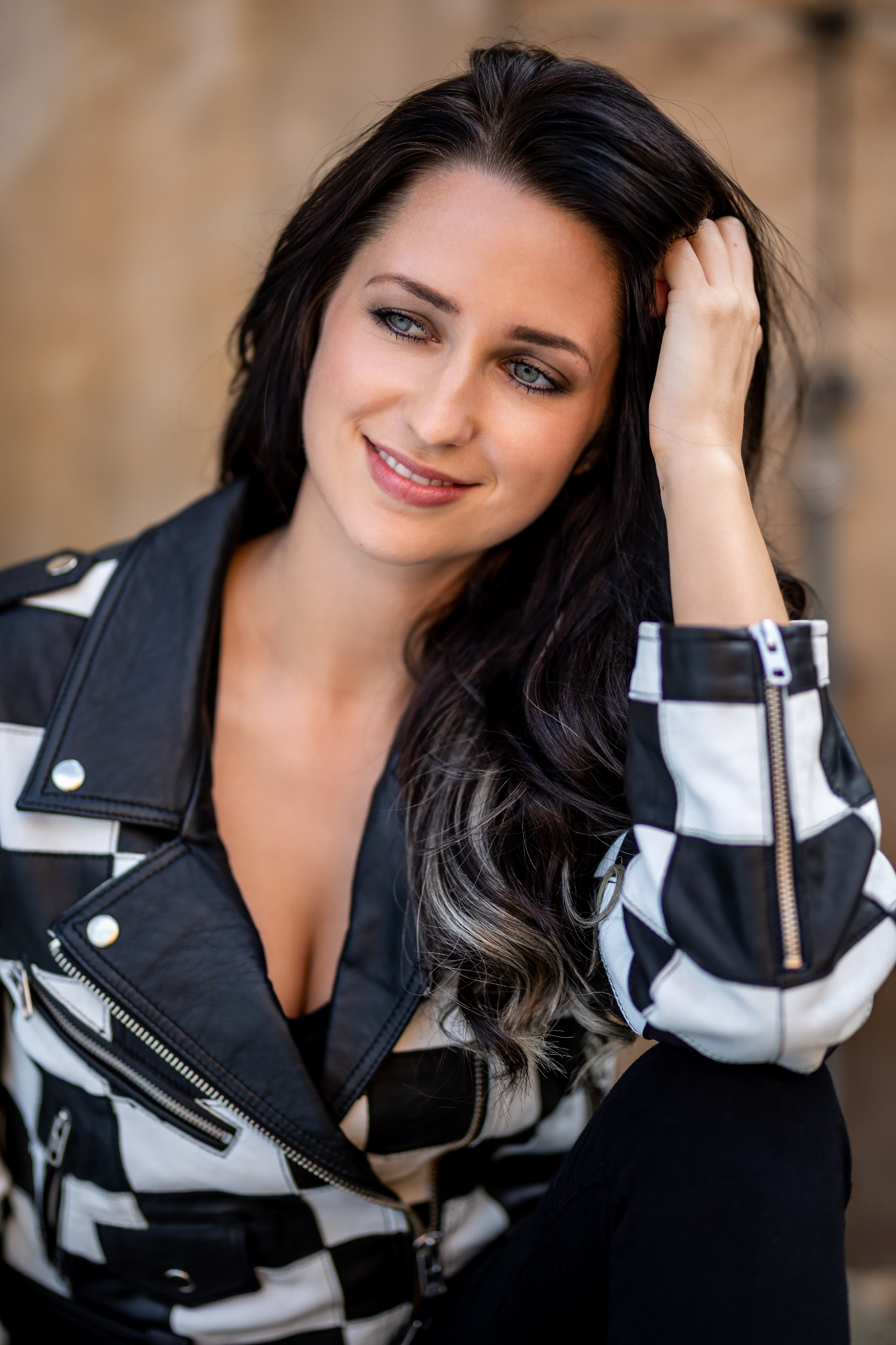
Madeline Willers (* 1994)

- Willers, Margarete (1883–1977), deutsche Malerin
- Willers, Nils (* 1961), deutscher Schauspieler, Regisseur und Autor
- Willers, Peter (1935–2021), deutscher Politiker (Bündnis 90/Die Grünen), MdBB und Umweltaktivist
- Willers, Tarn (* 1972), britischer Tontechniker
- Willers, Tobias (* 1987), deutscher Fußballspieler
- Willers, Ulrich (* 1949), deutscher römisch-katholischer Theologe
- Willershäuser, Ralf (* 1964), deutscher Opernsänger (Heldentenor/Bariton) und Gesangspädagoge
- Willert, Benedikt (* 2001), deutscher Fußballtorhüter
- Willert, Hans-Georg (1934–2006), deutscher Orthopäde und Hochschullehrer
- Willert, Paul (1901–1988), deutscher Musikwissenschaftler und Sänger (Bariton)

### Willes
- Willes, Christine, kanadische Schauspielerin
- Willes, Edward (1694–1773), englischer Kryptograph und Bischof
- Willes, George (1823–1901), britischer Admiral
- Willesee, Don (1916–2003), australischer Politiker und Außenminister

### Willet
- Willet, Florian (1977–2025), deutscher Wirtschaftsjurist, Ökonom, Kommunikationspsychologe und Buchautor
- Willet, Slim (1919–1966), US-amerikanischer Country-Musiker
- Willett, Chappie (1907–1976), US-amerikanischer Jazzmusiker, Komponist und Arrangeur
- Willett, Danny (* 1987), englischer Golfer
- Willett, Eric (* 1988), US-amerikanischer Snowboarder
- Willett, Frank (1925–2006), britischer Kunsthistoriker, Archäologe, Hochschullehrer und Museumsleiter
- Willett, John (1917–2002), britischer Übersetzer, Literaturwissenschaftler und Brecht-Experte
- Willett, Marinus (1740–1830), amerikanischer Militär im Unabhängigkeitskrieg, Bürgermeister von New York
- Willett, Michael J. (* 1989), US-amerikanischer Schauspieler
- Willett, Renée (* 1992), US-amerikanische Schauspielerin, Filmproduzentin und Komikerin
- Willett, Robert, US-amerikanischer Festkörperphysiker
- Willett, Thomas (1610–1674), Bürgermeister von New York City
- Willett, Walter C. (* 1945), US-amerikanischer Arzt und Epidemiologe
- Willett, William (1856–1915), britischer Erfinder der SommerzeitWilliam Willett (1856–1915)

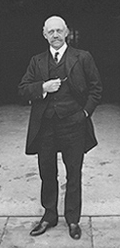
William Willett (1856–1915)

- Willett, William junior (1869–1938), US-amerikanischer Jurist und Politiker
- Willette, Adolphe (1857–1926), französischer Illustrator, Karikaturist und Maler
- Willette, Baby Face (1933–1971), US-amerikanischer Jazzmusiker
- Willetts, David (* 1956), britischer Politiker (Conservative Party), Mitglied des House of Commons
- Willetts, Karl (* 1966), englischer Death-Metal-SängerKarl Willetts (* 1966)

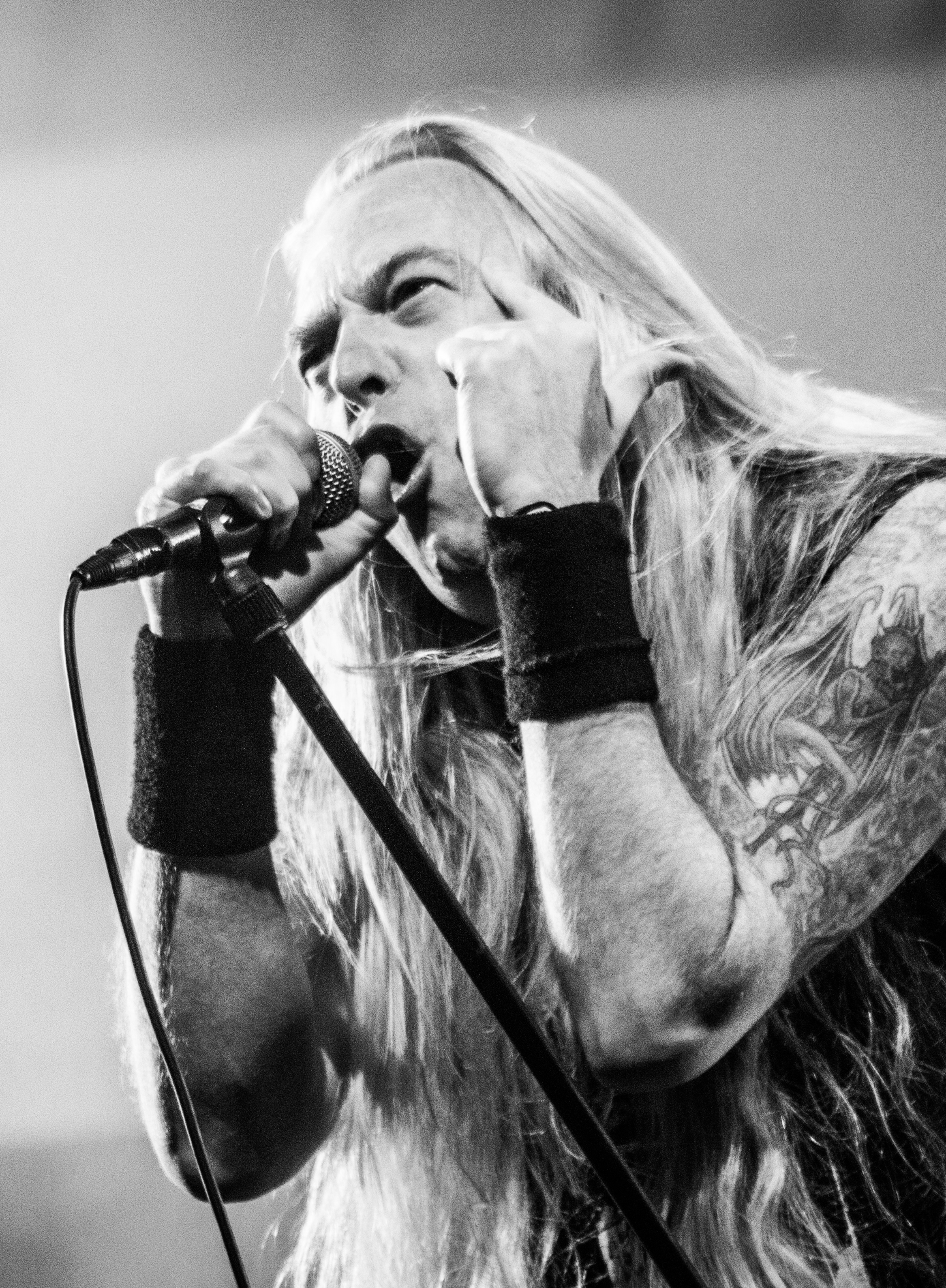
Karl Willetts (* 1966)

### Willew
- Willewalde, Bogdan Pawlowitsch († 1903), russischer Maler und Pädagoge

### Willey
- Willey, Alan (1941–2017), englischer Fußballspieler
- Willey, Calvin (1776–1858), US-amerikanischer Politiker
- Willey, David (* 1990), englischer Cricketspieler
- Willey, Earle D. (1889–1950), US-amerikanischer Politiker
- Willey, Henry (1824–1907), US-amerikanischer Lichenologe
- Willey, James (* 1939), US-amerikanischer Komponist und Musikpädagoge
- Willey, Liane Holliday (* 1959), US-amerikanische Autorin
- Willey, N. B. (1838–1921), US-amerikanischer Politiker
- Willey, Waitman T. (1811–1900), US-amerikanischer Politiker (Republikanische Partei)